# Bjarni Djurholm
Bjarni Djurholm, född 19 mars 1957 i Kollafjørður, är en färöisk lärare och politiker i Fólkaflokkurin.

## Bakgrund och yrkeskarriär
Djurholm är utbildad lärare vid Føroya Læraraskúli sedan 1982 och har sedan dess tagit flera efterkurser. Han var lärare vid Skúlin á Trøðni 1982-1984 och vid Tórshavns tekniska skola 1984-1996. Sedan 1996 är han assisterade rektor vid Eysturskúlin. Han var också lärare vid Føroya Handilsskúli 1993-1995. Han har också Fólkaflokkurins representant i Tórshavns skolråd (Tórshavnar Skúlaráð) 1984-1996. Idag är Djurholm bosatt i Hoyvík.
Sedan den 20 juni 2005 är han riddare av Dannebrogsorden.

## Politiskt arbete
Djurholm var näringsminister 2000-2008, vicestatsminister 2004-2008, ordförande i Lagtingets kultur- och skolkommitté 1991-1993 och 1996-1998. Lagtingets första andraförman 1996-1998 och ordförande i Lagtingets finanskommitté 1998-2000. Han var kandidat till ordförandeposten i Fólkaflokkurin 2007, men förlorade mot Jørgen Niclasen. Sedan valet 2011 är Djurholm medlem i Lagtinget på eget mandat och ordförande i Lagtingets kulturkommitté.

## Lagtingsuppdrag
- 2011-2015 ordförande i Kulturkommitén
- 2008-2011 medlem i Näringskommitén
- 1998-2000 ordförande i Finanskommitén
- 1996-1998 ordförande i Kultur- och skolkommitén
- 1991-1993 ordförande i Kultur- och skolkommitén